# Mussurana montana
Mussurana montana — вид змій родини полозових (Colubridae). Ендемік Бразилії.

## Поширення і екологія
Mussurana montana мешкають на південному сході Бразилії, в штаті Ріо-де-Жанейро, на північному заході штату Сан-Паулу та на півдні Мінас-Жерайсу. Вони живуть в гірських масивах Серра-да-Бокаїна, Серра-да-Мантикейра і Серра-дус-Оргауш, порослих атлантичним лісом, де трапляються на гірських луках на висоті понад 750 м над рівнем моря. Живляться ящірками та зміями.